# Carmenta mimuli
Carmenta mimuli (tên tiếng Anh: Coronopus Borer) là một loài bướm đêm thuộc họ Sesiidae. The dark form is the typical form và được tìm thấy ở Arizona. The whitish form is non-typical và được tìm thấy ở tây nam Hoa Kỳ, từ Kansas to Arizona.

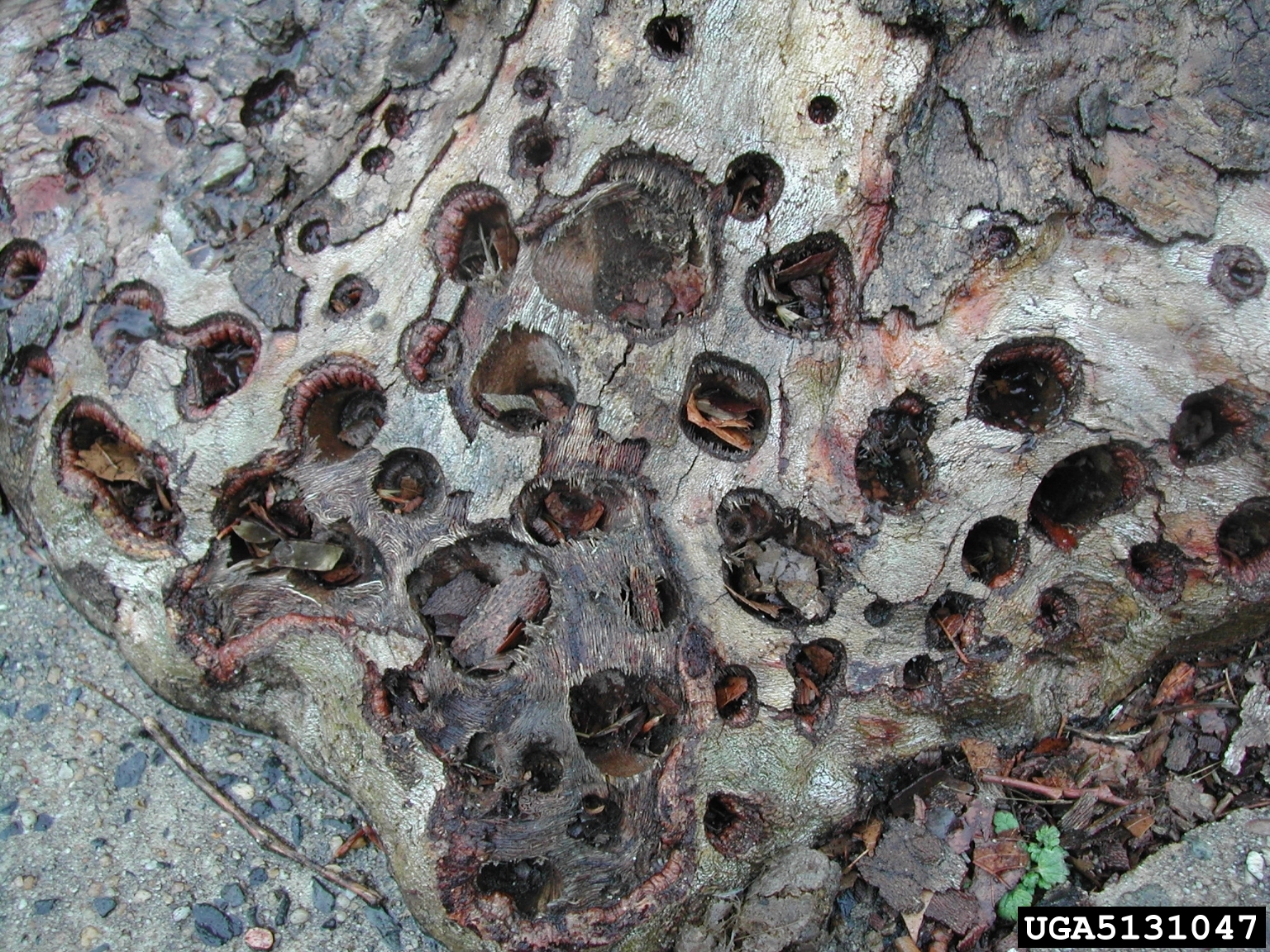
Damage

Con trưởng thành bay từ cuối tháng 4 đến tháng 11 ở tây nam Arizona.
Ấu trùng ăn perennial Solanaceae plants.

## Hình ảnh

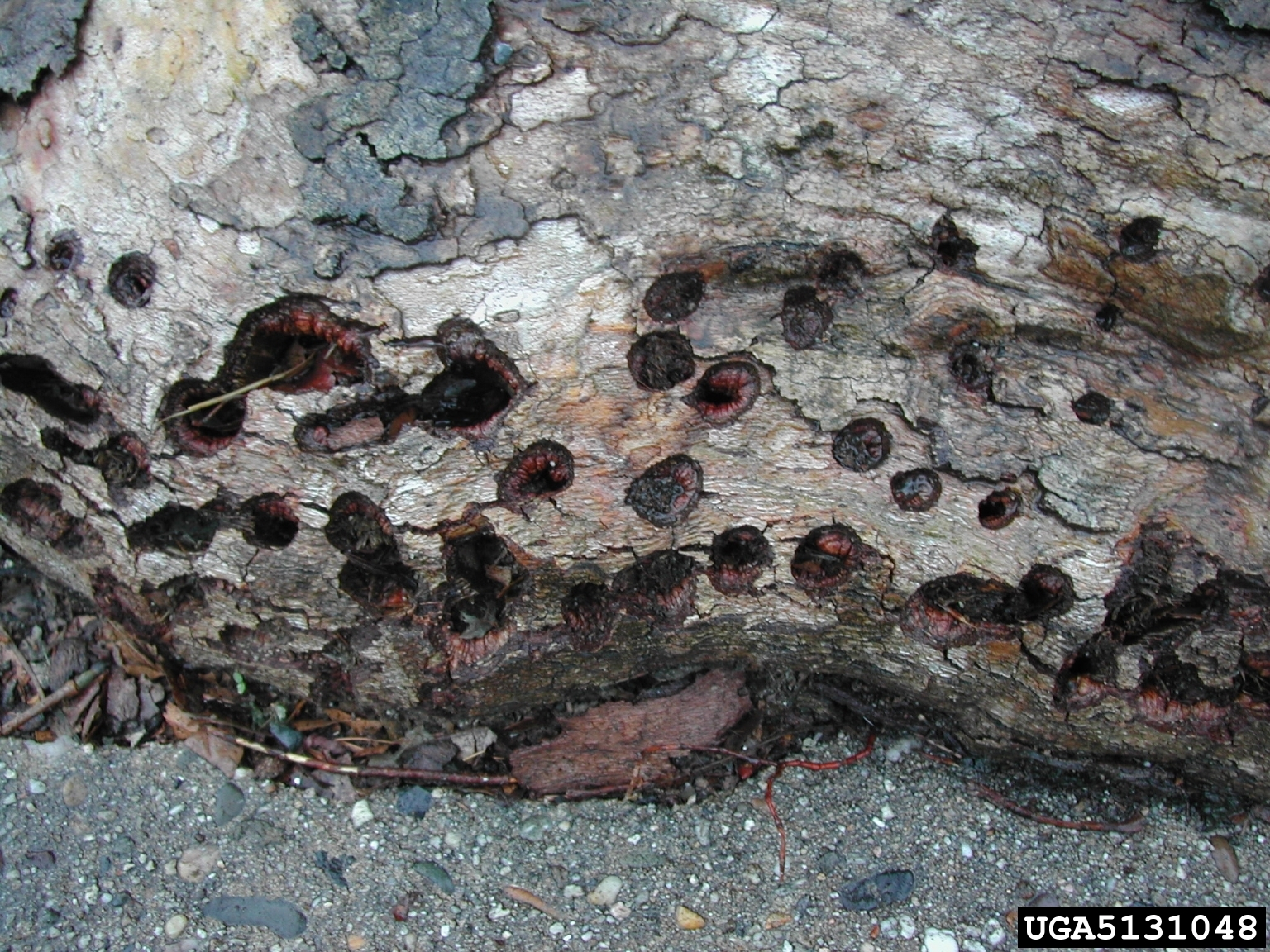
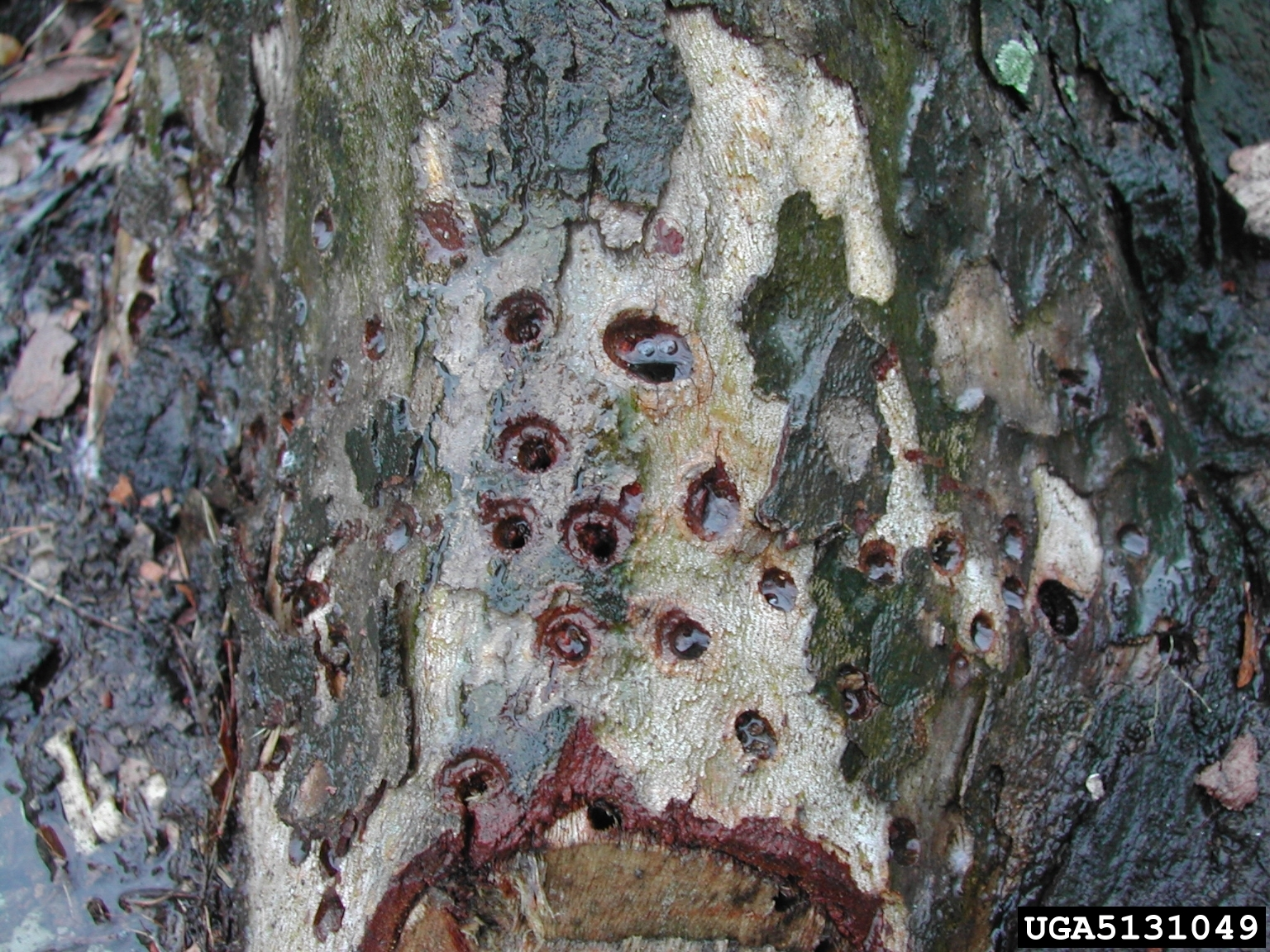